# Velarisatie
Velarisatie is in de fonetiek de benaming voor een tweede articulatie van medeklinkers, waarbij de achterkant van de tong bijna tegen het zachte verhemelte wordt gedrukt. In het Internationaal Fonetisch Alfabet wordt velarisatie weergegeven met een van drie diakritische tekens:
- Een tilde zoals in [ɫ]? (de gevelariseerde tegenhanger van [l]?)
- Een superscript gamma <[ˠ]?> na de letter van de niet-gevelariseerde klank. Voorbeeld: [tˠ]? als gevelariseerde versie van [t]?)
- Een superscript w <[ʷ]?>. Dit teken kan tegelijk ook labialisatie aanduiden.